# Хенниг, Джо
Джозеф Кёртис Хенниг (англ. Joseph Curtis Hennig, род. 1 октября 1979, Чамплин, Миннесота) — американский рестлер. Участник второго сезона NXT, занявший второе место. На данный момент является свободным агентом. Является внуком Ларри Хеннига («The Axe») и сыном «Мистера Превосходного» Курта Хеннига.

## Карьера в рестлинге

### World Wrestling Entertainment/WWE

#### Florida Championship Wrestling (2007—2010)
В 2007 году Хенниг дебютировал в WWE FCW. За время пребывания в FCW, Хенниг трижды становился командным чемпионом, а также Чемпионом в тяжелом весе.

#### NXT; The Nexus (2010—2013)
В начале 2010 года его перевели в NXT. Дебют в основном ростере состоялся 18 октября 2010 года на Raw, где он и Хаски Харрис были приняты в Нексус.
23 мая вместе с Дэвидом Отунгой бились против действующих чемпионов WWE в парных боях Кейна и Биг Шоу и завоевали титулы чемпионов в парных боях. 29 августа на RAW, проиграли их Кофи Кингстону и Эвану Борну. После этого вскоре вновь был переведён в NXT.

#### Альянс с Полом Хейманом (2013—2014)
В 2013 году вернулся на Raw под новым именем — Кёртис Аксель (взял немного изменённое имя отца и переделал прозвище деда). В тот же вечер состоялся его дебютный поединок с Triple H, который закончился победой Акселя, так как Игрок после боя с Броком Леснаром на Extreme Rules 2013 и пропущенного в том бою удара молотом не смог восстановиться и не смог продолжить начатый бой. Остальные два матча тоже закончились победой Кёртиса. Брет Харт посоветовал Кёртису прекратить сотрудничество с Полом Хейманом, но Кёртис резко отверг это предложение. Позднее тем же вечером Кёртис Аксель победил Джона Сину по отсчёту. На Smackdown одержал победу над Син Карой. На следующем Smackdown одержал победу над Крисом Джерико, по отчёту, после того как Крис отвлёкся на титантрон CM Панка. Позже на Raw было объявлено, что он заменит Фанданго в матче «тройная угроза» за Интерконтинентальный пояс на WWE Payback. На Monday Night Raw  победил Triple H в очередной раз из-за того что Винс Макмэн остановил матч. На Payback победил Уэйда Барретта и Миза в трёхстороннем матче, и стал новым интерконтинентальным чемпионом. На Monday Night Raw (08.07.2013) проиграл Крису Джерико. 18 ноября 2013 проиграл титул Биг И Лэнгстону. Позже начал выступать в команде с Райбеком под названием «Райбаксель». На TLC 2013 они сражались за титул командных чемпионов, однако выиграть им не удалось.

#### Социальные изгои (2016)
На Raw от 4 января 2016 года совершил хилтёрн и объединился с Хитом Слейтером, Бо Далласом и Адамом Роузом в группировку «Социальные изгои».

#### После разделения брэндов (2016—2020)
После разделения брэндов вместе с Бо Далласом попал в Raw, а Хит Слейтер в SmackDown, что привело к распаду группировки. На Raw от 17.10.2016 Бо Даллас напал на Акселя после победы над Невилом, так как ему показалось, что Кертис пытался украсть его минуту славы. На Raw от 24.10.2016 в Миннеаполисе, Миннесота, родном штате Акселя он совершил фейс-терн и вызвал на бой Далласа, который и оказался победителем.
Аксель был уволен из WWE 30 апреля 2020 года, частично входя в рост увольнений, для сбережения бюджета во время пандемии COVID-19 и так как стал устаревшим рестлером WWE.

## В рестлинге
- Завершающие приёмы
  - Как Джо Хенниг
    - HennigPlex (Bridging cradle suplex)[4]

  - Как Майкл Макгилликатти
    - McGillicutter (Running swinging neckbreaker)[5][6]

  - Как Кёртис Аксель
    - Hangman’s facebuster
    - Perfect-Plex (Bridging fisherman suplex)[7] — перенял у своего отца
    - Running one-armed swinging neckbreaker[8]
- Коронные приёмы
  - Belly to belly suplex[4][9][10]
  - Rolling neck snap[4][11]
  - Dropkick, иногда с разбега
  - Hangman’s Neckbreaker
  - Enzu Lariat
  - Saito suplex
  - Rope Punches
  - Rope Hung Neckbreaker
  - Pointed Elbow, иногда с тёрнбакала
  - Pendoulum Backbreaker
  - Snapmare driver

## Титулы и награды
- Florida Championship Wrestling
  - FCW Florida Heavyweight Championship (1 раз)[12]
  - FCW Florida Tag Team Championship (3 раза) — с Хитом Миллером (1),[13] Бретом Дибиаси (1)[14] и Кавалом (1)[15]
- Pro Wrestling Illustrated
  - Вражда года (2010) — Нексус против WWE[16]
  - Самый ненавидимый рестлер года (2010) — как часть Нексус[17]
  - PWI ставит его под №114 среди 500 лучших рестлеров 2010 года[18]
  - Новичок года (2008)[19]
- World Wrestling Entertainment/WWE
  - Командный чемпион WWE (2 раза) — с Дэвидом Отунгой (1) с Бо Далласом(1)
  - Интерконтинентальный чемпион WWE (1 раз)